# Az Air Florida 90-es járatának katasztrófája
Az Air Florida 90-es járata egy menetrendszerű amerikai belföldi utasszállító járat volt, amelyet az Air Florida légitársaság üzemeltetett. A járat a Washington Nemzeti Repülőtérről (ma már Ronald Reagan Washingtoni nemzeti repülőtér) a Fort Lauderdale–Hollywood nemzetközi repülőtérre tartott, egy Tampa nemzetközi repülőtéren történő közbenső megállással. 1982. január 13-án az N62AF lajstromú Boeing 737-222-es lezuhant a Potomac folyót átszelő 14. utcai hídra.
A híddal történt ütközés hét járművet rongált meg mielőtt a jeges folyóba zuhant volna. A repülőgép 74 utast és öt személyzeti tagot szállított; közülük csak négy utast és egy személyzeti tagot (légiutas-kísérőt) sikerült kimentsenek.
Egy másik utas, ifjabb Arland D. Williams segített a túlélők megmentésében, de megfulladt, mielőtt megmenthették volna. A hídon további négy autós meghalt. A túlélőket civilek és szakemberek mentették ki a jeges folyóból. Ronald Reagan elnök néhány nappal később a Kongresszusban tartott beszéde során méltatta ezeket az embereket.
A Nemzeti Közlekedésbiztonsági Testület (NTSB) megállapította, hogy a baleset oka a pilóták hibája volt. A pilóták elmulasztották bekapcsolni a hajtóművek belső jégtelenítési rendszereit, a hóviharban fordított tolóerőt használtak a felszállás előtt (a gép kapuból történő visszatolatásához), valamint tévesen úgy gondolták, hogy a sorban előttük lévő repülőgép sugárhajtűművéből kiáramló forró gáz alkalmas megolvasztani a gépre telepedett jeget, és elmulasztották megszakítani a felszállást annak ellenére hogy észlelték a hajtóművek teljesítmény problémáját guruláskor, valamint hogy jég és hó képződött a szárnyakon.

## Repülőgép
Az érintett repülőgép egy Boeing 737-222-es volt, amit N62AF lajstromjellel vettek nyilvántartásba. 1969-ben gyártották, és korábban a United Airlines N9050U lajstromszám alatt használta. 1980-ban adták el az Air Floridának. A baleset előtt több mint 27 000 repült órát rögzítettek.

## A pilótafülke személyzete
A parancsnok a 34 éves Larry Wheaton kapitány volt, akit az Air Florida 1978 októberében alkalmazott első tisztként, majd 1980 augusztusában kapitánnyá lépették elő. A baleset idején körülbelül 8300 repülési órája volt, 2332 óra kereskedelmi repülőgép-tapasztalattal, mindezt az Air Floridában naplózva. 1752 órát töltött el a Boeing 737-es gépen, a balesetet szenvedő repülőgép típusán, ebből 1100 órát kapitányként.
A pilótatársak Wheatont csendes, jó üzemeltetési készségekkel és tudással rendelkező emberként jellemezték, aki jól reagált nagy terhelésű repülési helyzetekben. Vezetési stílusát hasonlónak írták le, mint más pilóták. 1980. május 8-án azonban felfüggesztették, miután elbukott a Boeing 737-es típusellenőrzésen, és megállapították, hogy nem kielégítő ezeken a területeken: előírások betartása, ellenőrzőlista használata, repülési eljárások (például az indulások és a sebességtartó automatika, valamint a megközelítések és leszállások). Folytatta a feladatait, miután átment egy pótvizsgán augusztus 27-én. 1981. április 24-én nem kielégítő osztályzatot kapott a vállalat ismételt jártassági ellenőrzésén, amikor hiányosságokat mutatott a memóriaelemekben, a repülőgép-rendszerek ismeretében és a repülőgép korlátozásaiban. Három nappal később kielégítően átment egy jártassági ellenőrzésen.
Az első tiszt, Roger Pettit 31 éves volt, az Air Florida 1980. október 3-án vette fel a Boeing 737 első tisztjeként. A baleset idején körülbelül 3535 repülési órája volt, ebből 992 az Air Floridával, mind a Boeing 737-esen. 1977 októbere és 1980 októbere között vadászpilóta volt az Egyesült Államok Légierőjénél, és 669 órát halmozott fel repüléstanulóként, oktató pilótaként és földi oktatóként egy F-15 egységben.
Az első tisztet személyes barátok és pilóták kedélyes, fényes egyénként írták le, aki kiváló fizikai és szellemi képességekkel rendelkezett. Akik stresszes repülési műveletek közben vele repültek, azt mondták, hogy ezekben az időkben ugyanaz az éles egyéniség maradt, „aki ismerte korlátait”. Többen mondták, hogy ő az a pilóta, aki nem habozik megszólalni, ha tudja, hogy valami konkrét baj van a repülési műveletekkel.

## Háttér

### Időjárási viszonyok
1982. január 13-án, szerdán a Washington Nemzeti Repülőteret (DCA) erős hóvihar zárta, amikor is 6,5 hüvelyk (16,5 cm) hó esett le. Délben marginális körülmények között nyílt meg újra a reptér, amikor a havazás elkezdett mérséklődni.
Aznap délutánra a repülőgépnek vissza kellett térnie a floridai Daniában található Fort Lauderdale–Hollywood nemzetközi repülőtérre. Az indulással körülbelül 1 órát és 45 percet késtek a repülőtér ideiglenes bezárása miatt. Mikorra a gép felkészült az indulásra, mérsékelt havazás folytatódott, és a levegő hőmérséklete –4 °C volt.

### Helytelen jégtelenítési eljárások
A Boeing 737-et felmelegített víz és monopropilén-glikol keverékével jégtelenítette az American Airlines, az Air Floridával kötött földi szolgáltatási megállapodás alapján. Ez a megállapodás előírta, hogy a Pitot-csövek fedeleit, statikus csatlakozóit és motorbemeneteit le kell fedni, de az American Airlines alkalmazottai nem tartották be ezeket a szabályokat. Az egyik jégmentesítő járművet két különböző üzemeltető használta, akik a keverék százalékos arányát tekintve nagyon eltérőek voltak a repülőgép bal és jobb oldalának jégtelenítéséhez. A jégtelenítő teherautó utólagos tesztje azt mutatta, hogy "az adagolt keverék lényegesen különbözik a kiválasztott keveréktől" (tényleges 18% vs. 30% kiválasztott). A rossz keverék oka a speciális fúvóka cseréje volt egy más jellegű, kereskedelemben kapható fúvókával. Az üzemeltető nem tudta megállapítani, hogy a keverékarány megfelelő volt-e, mert a fúvókán nem volt kijelző.

## A baleset

### Repülés
A gépnek gondjai voltak a kapu elhagyásával, mivel a földi szolgálat vontatója nem tudott tapadni a jégen. Nagyjából 30-90 másodpercig a legénység sugárfordítót próbált használni a tolatáshoz, de ez hiábavalónak bizonyult. A Boeing műveleti közleményei figyelmeztettek a fordított tolóerő használatára ilyen körülmények között.
Végül egy hóláncokkal megfelelően felszerelt vontatójárművet használtak arra, hogy a repülőgépet a kaputól hátratolják. Ezután a repülőgép 49 percet várakozott, ameddig elérte a felszállópályát. A pilóta úgy döntött, hogy nem tér vissza a kapuhoz egy újabb jégtelenítésért, attól tartva, hogy a járat indulása még tovább fog késni. A legénység tudatában volt annak, hogy mind több hó és jég gyűl össze a szárnyakon, de a felszállás mellett döntöttek. Bár a külső hőmérséklet jóval fagypont alatt volt és havazott, a személyzet nem aktiválta a motor jégtelenítő rendszerét. Ez a rendszer a motorok hőjét használja fel az érzékelők fagyásának megakadályozására, biztosítva a tolóerő pontos leolvasását. A Washington hőmérsékletének és repülőtéri magasságának megfelelő motor teljesítmény-beállítása akkor 2,04 EPR volt, de később a pilótafülke hangrögzítőjén rögzített motorzaj elemzéséből megállapították, hogy a tényleges teljesítmény csak 1,70-nek felelt meg.

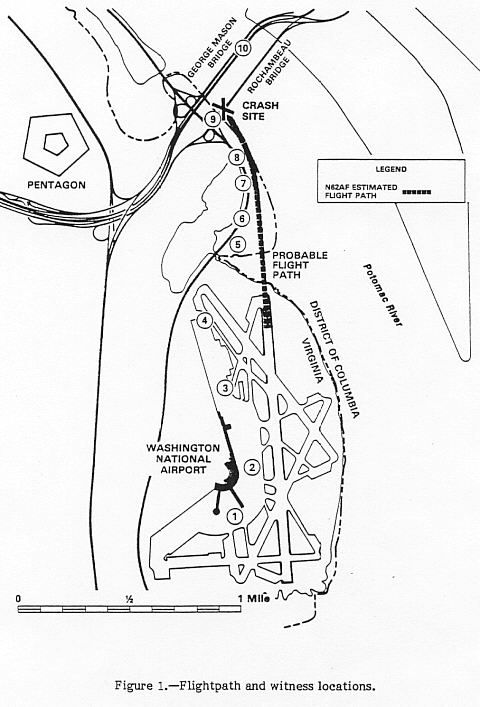
Az Air Florida 90-es járatának NTSB- diagramja

Egyik pilótának sem volt sok tapasztalata havas, hideg időben repülni. A kapitány havas körülmények között csak nyolc felszállást vagy leszállást hajtott végre 737-essel, az első tiszt pedig csak kétszer repült így.
További problémát eredményezett a pilóták azon döntése, hogy DC-9-hez közel guruljanak, úgy gondolva, hogy a DC-9 motorjainak hője megolvasztja a havat és a jeget, ami a 90-es járat szárnyain gyűlt össze. Ez az akció, amely kifejezetten ellentmondott a jegesedési helyzetre vonatkozó repülési kézikönyv ajánlásoknak, voltaképpen hozzájárult a 737-es jegesedéséhez. A másik repülőgép kipufogógázai megolvasztották a szárnyakon a havat, de a felszállás során ez a latyak ahelyett, hogy leesett volna a repülőgépről, a szárnyak elülső éleire és a motor bemeneti orrkúpjára fagyott.
A felszállási gurulás kezdetével az első tiszt többször megjegyezte a kapitánynak, hogy a műszerfal kijelzései valószínűleg nem tükrözik a valóságot (arra a tényre utalt, hogy nem úgy tűnt, hogy a repülőgép hajtóművei elérték azt a teljesítményt, amennyi szükséges a felszálláshoz, annak ellenére, hogy a műszerek mást jeleztek). A kapitány elvetette ezeket az aggályokat, és hagyta, hogy a felszállás folytatódjon. A nyomozók megállapították, hogy a kifutón rengeteg idő és hely maradt a kapitány számára, hogy megszakítsa a felszállást, és bírálták, hogy nem volt hajlandó meghallgatni első tisztjét, aki helyesen mondta, hogy a műszerfal leolvasása téves volt. A pilótának azt mondták, hogy ne késlekedjenek, mert egy leszálló repülőgép 2,5 mérföldre volt a pályától.
A repülőgép csaknem fél mérfölddel (800 m) haladta túl azt a pontot a pályán, melynél normális körülmények között elemelkedett volna. A balesetet túlélők arról számoltak be, hogy a gurulás rendkívül döcögős volt; az egyik túlélő úgy gondolta, hogy nem fognak tudni felszállni, és „leesnek a kifutópálya végéről”. Amikor a repülőgép felszállt, Stiley azt mondta munkatársának (és túlélőjének), Nikki Felch-nek, hogy vegyék fel a baleseti pocizóit, néhány közeli utas pedig követte példájukat.
Bár a 737-esnek sikerült a levegőbe emelkednie, a maximális magasság mindössze 352 láb (107 m) volt, mielőtt a tolóérőt elveszítette. A gép 30 másodpercig repült, majd 16:01-kor a Potomac folyón átívelő 14. utcai hídra zuhant. Hat személyautót és egy teherautót csapott el a hídon, és kiszakított a híd korlátjából egy 41 láb (12 m) darabot. Ezután a fagyos folyóba zuhant és a farokrész kivételével gyorsan elmerült.
A repülőgép fedélzetén tartózkodók száma:
- A személyzet négy tagja (mindkét pilótával együtt) meghalt.
- A személyzet egyik tagja súlyosan megsérült.[2]
- A 74 utas közül hetvenen meghaltak.
- A vizsgálat úgy vélte, hogy tizenkilenc utas túlélte a becsapódást, de sérüléseik megakadályozták őket a gép elhagyásában.

A hídon lévő autósok közül:
- Négy személy halálos sérülést szenvedett.
- Egy személy súlyos sérüléseket szenvedett.
- Három könnyű sérülést szenvedett.

A farokrészbe Kelly Duncan légiutas-kísérő és négy utas (Patricia "Nikki" Felch, Joe Stiley, Arland D. Williams Jr. és Priscilla Tirado) sikerült belekapaszkodjon. Duncan felfújta az egyetlen úszókészüléket, amelyet találtak, és továbbadta a súlyosan megsérült Felchnek. Bert Hamilton utast, aki a közeli vízben lebegett, elsőként húzták ki a vízből.

### Mentőakció
Washington belvárosában sok szövetségi iroda aznap elején bezárt, válaszul a gyorsan kialakuló hóviharra, így forgalmi dugók keletkeztek, amelyek hátráltatták a mentőegységek kivonulását. A vészhelyzeti reagálást a jéggel borított utak és az elakadt forgalom nagymértékben akadályozták, a 16:07-kor kiküldött mentők 20 perc alatt érték a baleset helyszínét. A parti őrség 65 láb (20 m) Capstan kikötői vontatóhajó (WYTL 65601) és legénysége a folyón volt; feladataik közé tartozott a jégtörés és a vízmentésekre való reagálás, azonban egy másik kutató-mentő küldetés miatt igen távol volt. A helyszínre érkező mentők nem tudtak segíteni a túlélőknek a vízben, mert nem voltak megfelelő felszerelésük az elérésükhöz. A fagyos víz és a jég lehetetlenné tette az úszást. A túlélők számára többször kíséreltek meg egy rögtönzött mentőövet dobni, de ez hatástalannak bizonyult. A mentősök és szemtanúk mentési kísérleteit a környékbeli újságírók rögzítették és élőben közvetítették, és mivel a baleset az ország fővárosában történt, a média személyzetének nagy száma készen állt a gyors és széleskörű tudósításra. A repülésirányítók csak annyit tudtak, hogy a gép eltűnt a radarról, és nem válaszolt a rádióhívásokra, de fogalmuk sem volt sem a történtekről, sem a gép helyéről.
Roger Olian, a washingtoni pszichiátriai kórház műszakvezetője ép a teherautójával hazafelé tartott a 14. utcai hídon, amikor meghallotta, hogy egy férfi azt kiabálja, hogy repülőgép van a vízben. Elsőként a vízbe ugrott, hogy megpróbálja elérni a túlélőket. Emellett a Pentagon számos katonája – Steve Raynes, Aldo De La Cruz és Steve Bell – is a vízpartra szaladt, hogy segítsen Olian-nak.
Körülbelül 16:20-kor egy Eagle 1, az Egyesült Államok Park Rendőrségének helikoptere elindult Donald W. Usher pilóta és Melvin E. Windsor mentőtiszt kíséretében. Windsor megpróbálta a túlélőket partra szállítani. Magukat veszélyeztetve a legénység a víz felszínéhez közel dolgozott; egyszer olyan közel került a jeges folyóhoz, hogy a helikopter alja a felszín alá merült.
A helikopter személyzete több mentőkötelet dobott le a túlélőknek. Először Bert Hamilton kapta meg a kötelet, aki kb. 10 láb távolságban taposta a vizet a repülőgép úszó farkától. A pilóta áthúzta a jégen a partra, miközben elkerülte a híd oldalát. Közben több tűzoltó és mentős érkezett, hogy csatlakozzon a katonai személyzethez és a civilekhez, akik a víz szélétől a várakozó mentőkig húzták a túlélőket. A helikopter visszatért a repülőgép farkához, és ezúttal Arland D. Williams Jr. (néha „hatodik utasként” emlegetik) kapta el a kötelet, azonban nem tudta kiszabadítani magát a roncsokból, így átadta azt Kelly Duncan légiutas-kísérőnek, akit partra vittek.
Harmadik útján a helikopter két mentőkötelet eresztett le, attól tartva, hogy a fennmaradt túlélőknek csak néhány percük van még hátra mielőtt a hipotermia végezne velük. Williams még mindig a roncsok közé volt szorulva, így a kötelet Joe Stileynek dobták le, aki átkarolta a pánikban lévő és repülőgép-üzemanyagtól részben megvakult Priscilla Tiradot. Stiley munkatársa, Nikki Felch tekerte maga köré a második kötelet. Amikor a helikopter a hármast a vízen és a jégtömbökön keresztül a part felé húzta, Tirado és Felch egyaránt elvesztette a fogást, és visszaesett a vízbe. Priscilla Tirado túl gyenge volt, hogy megfogja a kötelet, amikor a helikopter visszatért. Az egyik szemlélő, a Kongresszusi Költségvetési Hivatal helyettese, Lenny Skutnik levette a kabátját és a csizmáját, majd beugrott a jeges vízbe, hogy sikeresen kihúzza a bajba esett nőt a partra. A helikopter aztán hozzálátott Felch mentéséhez. Gene Windsor lelépett a helikopter csúszótalpára, majd megfogta ruháját, hogy kiemelje a vízből és kihúzza a partra. Utána a helikopter visszatért Williamshez, de közben a roncsdarab elfordult, Williams pedig víz alá merült és megfulladt. A test, illetve a többi lakók később találták meg.
Míg az időjárás csúcsforgalmat idézett elő Washingtonban, hátráltatva a sürgősségi személyzetet, a korai csúcsidő azt is jelentette, hogy a washington metró vonatai megteltek. A 90-es járat lezuhanása után alig 30 perccel megtörtént a metró első halálos balesete, a Federal Triangle állomáson. Ez azt jelentette, hogy Washington legközelebbi repülőtere, az egyik fő hídja, valamint az egyik legforgalmasabb metróvonala egyszerre lettek bezárva, megbénítva a belvárosi terület nagy részét.

## Médiaválasz
Az első kiérkező tudósító Chester Panzer, a WRC-TV munkatársa volt. A legénység egyik tagja és ő, egy másik tudósításból visszatérve, dugóba kerültek a George Washington Parkway úton, amikor a gép néhány száz méterre tőlük lezuhant. Percekkel később videofelvételeket készítettek a balesetről, roncsokat és túlélőket mutatva a vízben, valamint az első mentők megérkezését. Chester lefilmezte Lenny Skutnik emlékezetes zuhanását, amikor kihúzza Priscilla Tirado-t a jeges vízből. Munkája 1983-ban a Pulitzer-díj döntőse lett az helyszíni hír kategóriájában.
John Goldsmith, a WDVM-TV (ma WUSA) újságírója az eset előtt a repülőtéren tartózkodott, és a hóviharról tudósított, sőt a felszállást megelőzően felvételeket készített a 90-es járatról. Ő tudósított legelőször a balesetről. A sajtóorgánumok szorgalommal követték a történetet, a The Washington Post például közzétette Williams történetét, aki másokat segített, majd meghalt, mielőtt kimentették volna.

## Az NTSB vizsgálata és következtetése
A 737-es több nagy darabra tört becsapódáskor – az orr és a pilótafülke, a törzs a szárnyillesztés pontjáig, a szárny és a hátsó ajtó közötti rész, és a farokrész. Bár a tényleges ütközési sebesség alacsony volt és túl volt a túlélhetőségi határokon, a törzs szétesése és a fagyos víz végzetesnek bizonyult a repülőgép fedélzetén tartózkodó összes személy számára, kivéve azokat, akik a farokrészben ültek. A Nemzeti Közlekedésbiztonsági Testület arra a következtetésre jutott, hogy a balesetet nem lehetett túlélni. A kormányfelületek állása a nagyfokú rongálódás miatt nem volt lehetséges.
A Nemzeti Közlekedésbiztonsági Testület megállapította, hogy a baleset valószínű oka az volt, hogy a személyzet nem tartotta be az eljárásokat. A motorok jégtelenítését nem kapcsolták be a földi üzemeltetés és a felszállás során, és hibás volt az a döntés is, hogy hóval és jéggel borított szárnyakkal szálltak fel, a kapitány pedig elutasította a felszállást megszakítását, mivel figyelmét a rendellenes értékeket mutató műszerek terelték el.

## Hosszú távú következmények

### Kitüntetések
A „hatodik utas”, aki túlélte a balesetet, és akinek többször dobtak ki mentőköteleket később Arland D. Williams, Jr. 46 éves banki alkalmazottként azonosították. Tiszteletére a felújitott 14-ik utcai hidat átkeresztelték Arland D. Williams Jr. emlékhídra. A dél-karolinai Citadellában, ahol 1957-ben végzett, több emlékmű áll tiszteletére. 2003-ban iskolát neveztek el róla szülővárosában, Mattoonban (Coles megye).
Roger Olian és Lenny Skutnik megkapták a parti őrség életmentő aranyérmét; Arland D. Williams Jr. szintén posztumusz átvehette a díjat. Két héttel a katasztrófa után Skutnikot meghívta Ronald Reagan elnök az amerikai kongresszusban tartott beszédére.

### Szabályok és eljárások változásai
A balesetet követő vizsgálat, különös tekintettel arra, hogy a pilóta nem reagált a jégtelenítési eljárással kapcsolatos aggályokra, számos újításhoz vezetett a pilóták kiképzési szabályzatában. Részben a fiatal, tapasztalatlan személyzetet hibáztatták, akik átlagos életkora 30 év körül volt, és kevesebb mint öt éve kezdték kereskedelmi pilótai pályafutásukat. Az feltörekvő, olcsó fuvarozókra, mint az Air Florida, jellemző a fiatal pilóták alkalmazása, kevesebb pénzért dolgoztak, mint a veteránok, és többnyire repülési tapasztalatot akartak szerezni, mielőtt csatlakoztak egy nagyobb légitársasághoz. Széles körben használt esettanulmány lett mind a légi személyzet, mind a mentési dolgozók számára.

### Az Air Florida megszűnése
Vitatott, hogy a baleset hozzájárult-e a légitársaság megszűnéséhez; egyes sajtóorgánumok szerint a baleset vezetett a két és fél évvel későbbi csődhöz. Suzy Hagstrom, az Orlando Sentinel munkatársa elmondta: "Időrendi szempontból a 90-es járat balesete jelentheti a vég kezdetét az Air Florida számára, de a légiközlekedési szakértők szerint ez nem okozta és nem váltotta ki a légitársaság halálát". Paul Turk, az Avmark Inc. repülési tanácsadó cég publikációs igazgatója elmondta, hogy az 1980-as években számos légitársaságnak nehézségei voltak a recesszió és az utazások visszaesése miatt, és hogy az Air Florida már korábban is növekvő adósságokkal és pénzügyi veszteségekkel szembesült. Turk azzal érvelt: "Az Air Florida bedőlt volna a baleset nélkül".  Thomas Canning, a Standard & Poor’s vezető légitársaság-elemzője kijelentette: "Nem hiszem, hogy egy baleset miatt légitársaságot megszüntetnének. Az Air Florida csődjében sok más tényező is szerepet játszott."

## A popkultúrában
- A National Geographic Society Légkatasztrófák című sorozata feldolgozta a balesetet a Zuhanás a Potomac folyóba című epizódjában (egyes országokban Potomaci tragédia).[9]
- A Discovery Channel Miért zuhant le a repülőgép című sorozat szintén foglalkozott a tragédiával az egyik epizódjában.[3]
- A National Geographic Channel Katasztrófák nyomában című sorozata szintén feldolgozta a "Zuhanás a Potomac folyóba" címmel.[20]
- Amikor az időjárás írta a történelmet című doku-sorozat is feldolgozta egyik epizódjában "A potomaci katasztrófa" címmel.
- A Critical Rescue (Életbevágó mentés) című sorozat is feldolgozta a katasztrófát, a "Heroes on the Potomac" (A Potomac hősei) címmel.
- A balesetet az 1984-ben Katasztrófa a Potomacon című tévéfilm is feldolgozta.
- A Washingtonban, DC-ben 2018-ban megnyílt Nemzeti Rendészeti Múzeum a balesetről készült felvételeket mutatja be, a túlélők interjúival és más első kézből készített beszámolókkal együtt. A kiállítás az amerikai parkrendőrség helikopterét tartalmazza, amely részt vett a 90-es járat túlélőinek megmentésében.
- Arland D Williams, Jr. emlékére Sarah Hickman irt egy dalt Last Man in the Water címmel.[21]

## Fordítás
- Ez a szócikk részben vagy egészben  az   Air Florida Flight 90 című angol Wikipédia-szócikk ezen változatának fordításán alapul.  Az eredeti cikk szerkesztőit annak laptörténete sorolja fel. Ez a jelzés csupán a megfogalmazás eredetét és a szerzői jogokat jelzi, nem szolgál a cikkben szereplő információk forrásmegjelöléseként.